# 9
Cette page concerne l'année 9  du calendrier julien. Pour l'année 9 av. J.-C., voir 9 av. J.-C. Pour le nombre 9, voir 9 (nombre). Pour les autres significations, voir Neuf.
L'année 9 est une année commune qui commence un mardi.

## Événements
- 10 janvier : Wang Mang, chargé d’exercer la régence pendant la minorité de l'empereur Ruzi, usurpe le trône, renverse la dynastie Han, au pouvoir en Chine depuis deux siècles, et fonde l'éphémère dynastie Xin (fin en 23)[1]. Il avait été auparavant soupçonné d'avoir assassiné en 5 ou 6 l'empereur Ping Di. Son règne marque le triomphe du parti des lettrés[2]. Wang Mang entame des réformes pour remédier aux révoltes (redistribution des terres, limitation de l’esclavage)[1].
- 16 janvier : entrée solennelle de Tibère à Rome après ses victoires en Illyrie et en Pannonie[3].
- Reprise de la guerre en Dalmatie ; Tibère coordonne une triple attaque dirigée par Germanicus, Marcus Aemilius Lepidus et Marcus Plautius Silvanus. Les rebelles se rendent à Andretium[4].  L'Illyrie reçoit le statut de province romaine. La Pannonie est soumise définitivement à Rome.
- 9-11 septembre, Germanie : victoire du chef germain Arminius qui détruit les trois légions romaines menées par Varus lors de la bataille de Teutobourg[5]. Cette bataille marque la fin de la tentative de conquête de la Germanie par l'Empire romain, établissant le Rhin comme la nouvelle frontière entre le monde latin et le monde germain. Les légions Legio II Augusta, Legio XX Valeria Victrix, et Legio XIII Gemina seront envoyées en Germanie afin de remplacer la légion Legio XIX et les autres détruites à la bataille de Teutoburg. En apprenant la nouvelle, Auguste s'exclame « Varus, rends-moi mes légions ! »[6].

- Marcus Ambibulus devient procurateur de Judée, Samarie et Idumée (9-12)[7].
- Rome : vote de la loi lex Papia Poppaea contre le célibat et les couples sans enfants afin d'augmenter le nombre de mariages[4].
- Le roi Cunobelin des Catuvellauni profite de la faiblesse romaine après la défaite en Germanie pour faire la conquête de Camulodunon (actuelle Colchester) en Bretagne aux dépens des Trinovantes[8].

## Naissances en 9
- 18 novembre : Vespasien, empereur romain.

## Décès en 9
- Septembre : Publius Quinctilius Varus, général romain, s'étant probablement suicidé à la suite de la défaite de la bataille de Teutoburg.